# Wander to Wonder
Wander to Wonder (frei übersetzt Wandern, um zu staunen) ist eine europäische Koproduktion, ein Stop-Motion-Animations-Kurzfilm von Nina Gantz aus dem Jahr 2023. Der Film ist 2025 für einen Oscar nominiert.

## Inhalt
Die Geschichte des Films handelt von drei kleinen menschenähnlichen Kreaturen in pelzigen Kostümen aus einer fiktiven Kinderfernsehserie. Da ist einmal der begriffsstutzige Fumbleton, die wider besseres Wissen hoffnungsvolle Mary und der überhebliche Billybud. Diese drei bleiben allein im Haus ihres verstorbenen Schöpfers, Onkel Gilly, zurück, der auch vor der Kamera eine Rolle spielte. Das einzige, was das Trio kennt und kann, ist, eine Show abzuziehen. Dies tun sie bis zum Umfallen, auch wenn die Lebensmittel zur Neige gehen und der VHS-Camcorder, mit dem sie aufnehmen, schon fast kaputt ist. Die drei Puppen erleben allerlei Abenteuer im Haushalt, in dem blaue Fliegen zahlreich herumschwirren, wie beispielsweise die Suche nach einem Pfannenwender. Sie finden dann heraus, wozu das dient: Es ist Bildung in Form uriger Albernheit. Die Wärme, die die Puppen bisher umgeben hat, wird langsam durch den großen Verlust von Onkel Gilly, verzerrt. Gemeinheit und Schmutz macht sich breit und eine absurde Atmosphäre. Eigentlich möchte man, dass alles angenehm bleibt, auch wenn sich die Voraussetzungen dafür seit einiger Zeit geändert haben. Das Leben in einem Zustand absoluter Isolation, in dem die Puppen in einem Kreislauf sich wiederholender alter Episoden gefangen sind, ist inzwischen geprägt von Unbehagen. Da gibt es die Szenen, in der Mary Fanbriefe liest, um sie dann zu verwenden, damit den Körper des verstorbenen Onkel Gilly zu bedecken, als wolle sie damit den Schmerz verbergen, der die drei Puppen umgibt. Marys Instinkt sagt ihr, sie solle einfach weitermachen wie bisher, während Billybud schreit, das niemand mehr zugucke und Fumbleton ohne Hose einen Monolog aus Hamlet vorträgt, während Mary mit Vorwurf in der Stimme wissen will, warum er immer seinen Penis zeige.
Was aber wäre, wenn die Puppen ein Eigenleben hätten und irgendwie gezwungen wären, dies bis in alle Ewigkeit zu wiederholen. Die Frage steht im Raum, ob nicht auch gefräßige Zuschauer für diese Perversion Verantwortung tragen. Als die Gruppe schließlich gezwungen ist, ihre sichere Welt zu verlassen und sich dem Unbekannten zu stellen, wird klar, dass die Reise zwar schmerzhaft ist, aber auch ein unvermeidlicher Teil des Prozesses des Wachstums und der Heilung. 

## Produktionsnotizen, Veröffentlichung
Produziert wurde der Film von Beast Animation, Blink Industries, Circe Films, Kaap Holland Film, Les Productions de Milou und Pictanovo. 
Erstmals vorgestellt wurde der Film am 30. August 2023 auf dem Film Festival Venedig in Italien, am 26. Januar 2024 lief er auf dem Internationalen Film Festival Rotterdam in den Niederlanden, am 9. März 2024 auf dem South by Southwest Film Festival in den Vereinigten Staaten und am 27. Mai 2024 unter dem Titel Bez końca auf dem Krakow Film Festival in Polen. In den Niederlanden wurde er am 12. September 2024 veröffentlicht, am 26. Oktober 2024 war er einer der Beiträge auf dem Chicago International Film Festival in den Vereinigten Staaten, am 28. Oktober 2024 auf dem Cambridge Film Festival im Vereinigten Königreich und am 9. November 2024 auf dem Coronado Island Film Festival in den Vereinigten Staaten.
Der Kinostart des Films erfolgte am 12. September 2024 während einer Sondervorführung beim Niederländischen Filmfestival 2024. Der Film lief als Vorfilm zu Das Wunder von Gullspång.

## Rezeption

### Kritik
Roy van Landschoot bewertete den Film für das Cinemagazine und meinte, es handele sich um einen wunderbaren Stop-Motion-Kurzfilm. Die Animationen würden aussehen, als könnten sie direkt aus einer englischsprachigen Kindersendung aus den 1980er Jahren stammen. Genial retro. Regisseurin Nina Gantz zeige eine aufgepfropfte Individualität, die den Schatten der gemütlichen Teestunde aufzeige. Die ständige Wiederholung von Dingen, die man wie seine Westentasche kenne, wie etwa die Mitschnitte von Fernsehserien, erinnere an die Parodie des TV-Leaders im amerikanischen Too Many Cooks. Die Produktion sei Junkfood fürs Gehirn, ein Fertigprodukt, das, wenn man es in schneller Folge konsumiere, seine Wirkung verliere. Auch Gantz spiele mit dieser Idee und füge dem Retro-Mix eine Tragödie hinzu. Nicht nur die wunderschönen Kulissen, sprechenden Puppen, gut getimten Witze und die einfühlsame Musik würden überzeugen, sondern auch die Besetzung mit den Synchronsprechern. Toby Jones habe Fumbletons einfache Seele voll im Visier und Amanda Lawrence’s bockige Stimme als die zunehmend verzweifelte Mary mache den verblassten Ruhm noch spürbarer.
Lucy Muñoz schrieb bei Cut to the Take Wander to Wonder habe die Art von Inhalt, die niemand sehen möchte. Zumindest niemand, der in seiner Kindheit Puppentheater gesehen habe. Man solle das nicht falsch verstehen, der Film sei fantastisch, werde den Zuschauer aber fürs Leben zeichnen. Als Erwachsener fühle man sich oft durch die Erinnerungen an die Kindheit beruhigt: Spielsachen, Lieder, Fernsehsendungen, Filme usw. Dieser Kurzfilm greife dieses falsche Sicherheitsgefühl der Nostalgie auf, um es vollständig zu zerstören, indem er die grundlegendste Frage von allen stelle: Was passiert mit den Puppen, die man liebt, wenn ihr Herrchen nicht mehr da ist? Die Antwort von Wander to Wonder auf diese Frage sei erschreckend, chaotisch und ziemlich lustig, wenn man genug verdreht sei. Abgesehen vom ersten Eindruck sei das Talent, das in dieses Werk geflossen sei, unbestreitbar. Geschichte und Inszenierung und Animation seien sorgfältig ausgearbeitet und realitätstreu, was dazu führe, vergessen zu machen, dass es sich um leblose Objekte handele, die man betrachte. Wenn man sich erst einmal mit der rasenden Verzweiflung, die in dem Film herrsche, angefreundet habe, könne man diese großartige Geschichte, die Tauben endlich das Schicksal gebe, das sie verdient hätten, tatsächlich genießen. Insgesamt sei dies eine andere Erfahrung, die die meisten Horrorfans zu schätzen wüssten.
Rebecca Cherry rezensierte den Film für Film Carnage und meinte, zwei Dinge, die überraschend gut zusammenpassen würden, seien Nostalgie und Grusel, und Wander to Wonder beweise das in Hülle und Fülle. Man werde sofort in die Welt des Kinderfernsehens der 80er Jahre hineingezogen, die an sich schon seltsam und verstörend sei, und dann verfalle sie so wunderbar. Der Film biete eine befriedigende und unterhaltsame Kombination zum Anschauen und sei einzigartig und kreativ. Er entspringe eindeutig einer wilden Fantasie, die durch die Animationsarbeit hervorragend zum Leben erweckt werde. Es gebe nichts zu bemängeln, es sei brillante Arbeit, sowohl im Stil als in der Bewegung. Die Phasenverschiebung durch eine VHS-Perspektive sei eine tolle Sache, die Designarbeit perfekt und es gebe eine klare Liebe zum Detail. Die Balance zwischen Optimismus, Freundlichkeit und Katastrophe werde durch die Synchronisation noch verstärkt. Jeder der drei Schauspieler, die die eigensinnigen Stars der Show spielen, sei auf die freundlichste und skurrilste Art vollkommen seltsam. Toby Jones werde immer eine großartige Wahl sein, egal, ob er physisch auf dem Bildschirm zu sehen sei oder nicht, er bringe jede Menge Persönlichkeit mit. Amanda Lawrence schaffe diese mütterliche Präsenz wunderbar und versuche, trotz schrecklicher Widrigkeiten die Stimmung aller aufrechtzuerhalten. Terence Dunn wiederum verleihe dem Ganzen eine herrlich naive Qualität, eine ruhige, unbeholfene Präsenz. Es sei alles typisch britisch. Wander to Wonder sei ein großartiger Animationsfilm, der jedoch durch seine ungelöste Geschichte etwas zurückgehalten werde.

### Auszeichnungen (Auswahl)
Internationale Filmfestspiele von Venedig 2023
- Nominiert für den Venice Horizons Award Nina Gantz in der Kategorie „Bester Kurzfilm“

Valladolid International Film Festival 2023
- Gewinner Golden Spike für Nina Gantz in der Kategorie „Bester Kurzfilm“

Uppsala International Short Film Festival 2023
- Nominiert für den Grand Prix Nina Gantz in der Kategorie „International Competition“

Make Believe Seattle 2024
- Gewinner Jury Award für Nina Gantz in der Kategorie „Bester Kurzfilm“

Haapsalu Horror and Fantasy Film Festival 2024
- Gewinner Méliès d'Argent für Nina Gantz in der Kategorie „Bester kurzer europäischer Fantasiefilm“

BIAF – Beirut International Awards Festival 2024
- Gewinner BIAF Award für Nina Gantz in der Kategorie „Bester Kurzfilm“

Sunderland Shorts Film Festival 2024
- Gewinner Jury Prize für Nina Gantz in der Kategorie „Beste Animation“

Animation Is Film 2024
- GewinnerGrand Jury Prize für Nina Gantz in der Kategorie „Bester Kurzfilm“

Galician Freaky Film Festival 2024
- Gewinner Jury Prize für Nina Gantz (Fried Neurons Award)

Buenos Aires Internationales Festival des Independent-Films 2024
- Gewinner Special Jury Mention für Nina Gantz in der Kategorie „Bester professioneller Kurzfilm“

Film Maudit 2.0 2024
- Nominiert für den Jury Prize Nina Gantz in der Kategorie „Special Mention“

Pittsburgh Shorts Film Festival 2024
- Gewinner Jury Award für Nina Gantz in der Kategorie „Bester Kurz-Animationsfilm“

Ravenheart Film Festival 2024
- Gewinner Nina Gantz in den Kategorien „Bester Kurzfilm“, „Beste Regie“

Cordillera International Film Festival 2024
- Gewinner Festival Award für Nina Gantz in der Kategorie „Bester Horror/Thriller-Kurzfilm“

Chilemonos 2024
- Gewinner First Prize für Nina Gantz in der Kategorie „Bester internationaler Kurzfilm“

Bucheon International Animation Film Festival 2024
- Gewinner Jury Prize für Nina Gantz in der Kategorie „International Competition Kurzfillm“

Fredrikstad Animation Festival 2024
- Gewinner Best Global Kurzfilm für Nina Gantz in der Kategorie „International Short Film Competition“

Animatou, International Animation Film Festival 2024
- Gewinner Grand prix für Nina Gantz in der Kategorie „Bester Kurzfilm“

Anima – Brussels Animation Film Festival 2024
- Gewinner Grand Prize für Nina Gantz in der Kategorie „Bester internationaler Kurzfilm“

Edinburgh Short Film Festival 2024
- Gewinner Nina Gantz in der Kategorie „Beste Animation“

Festival Fantosfreak de Cortometrajes 2024
- Gewinner Special Mention für Nina Gantz in der Kategorie „Special Jury Mention“

Coronado Island Film Festival 2024
- Gewinner Jury Special Recognition für Nina Gantz in der Kategorie „Bardin Animation Award“

Regard: Saguenay International Short Film Festival 2024
- Nominiert für den Grand Prix Nina Gantz in der Kategorie „International Competition“

Fantaspoa International Fantastic Film Festival 2024
- Gewinner International Competition Nina Gantz in der Kategorie „Bester internationaler Kurz-Animationsfilm“

FANCINE Festival de Cine Fantastico de la Universidad de Malaga 2024
- Gewinner Audience Award Nina Gantz in der Kategorie „Bester aninmierter Kurzfilm“

HollyShorts Film Festival 2024
- Gewinner Nina Gantz in der Kategorie „Beste Animation“

Glasgow Short Film Festival 2024
- Gewinner International Audience Award Nina Gantz in der Kategorie „Bester Kurzfilm“

San Sebastián Horror and Fantasy Film Festival 2024
- Gewinner Audience Award, Youth Jury Award und Grand Jury Award für Nina Gantz in den Kategorie „Animation“

Norwegian Short Film Festival 2024
- Nominiert für den Golden Chair Award Nina Gantz in der Kategorie „Bester internationaler Kurzfilm“

Zagreb World Festival of Animated Films 2024
- Nominiert für den Grand Prize Nina Gantz in der Kategorie „Kurzfilm Competition“

Vila do Conde International Short Film Festival 2024
- Nominiert für den Great Prize Cidade Vila do Conde Nina Gantz in der Kategorie „International Competition“

Tampere Film Festival 2024
- Gewinner Grand Prix für Nina Gantz in der Kategorie „International Competition“

SXSW Film Festival 2024
- Gewinner SXSW Grand Jury Award für Nina Gantz, Simon Cartwright, Daan Bakker und Stienette Bosklopper in der Kategorie „Animations-Kurzfilm“

St. Louis International Film Festival 2024
- Nominiert für Best Live Action Shorts Nina Gantz in der Kategorie „Erzählender Kurzfilm“

Philadelphia Film Festival 2024
- Gewinner Honorable Mention Nina Gantz in der Kategorie „Best Mixed Media Short“

Palm Springs International ShortFest 2024
- Gewinner Special Mention und Best Midnight Short Nina Gantz in der Kategorie „Bester animierter Kurzfilm“

Nederlands Film Festival 2024
- Gewinner Golden Calf Nina Gantz in der Kategorie „Bester Kurzfilm“

Nashville Film Festival 2024
- Gewinner Grand Jury Prize Nina Gantz in der Kategorie „Bester animierter Kurzfilm“

Hong Kong International Film Festival 2024
- Nominiert für den Golden Firebird Award Nina Gantz in der Kategorie „Kurzfillm“

Europäischer Filmpreis 2024
- Nominiert für den European Film Award Nina Gantz in der Kategorie „Europäischer Kurzfilm“

Denver Film Festival 2024
- Nominiert in der Kategorie „Bester Kurzfilm“ Nina Gantz

Festival du Court-Métrage de Clermont-Ferrand 2024
- Nominiert für den Grand Prix Nina Gantz in der Kategorie „International Competition“

Chicago International Film Festival 2024
- Nominiert für den Gold Hugo Nina Gantz in der Kategorie „Bester animierter Kurzfilm“
- Gewinner Special Mention für Nina Gantz in der Kategorie „Bester animierter Kurzfilm“

British Independent Film Awards 2024
- Gewinner British Independent Film Award Nina Gantz, Stienette Bosklopper, Simon Cartwright, Daan Bakker, Maarten Swart in der Kategorie „Bester britischer Kurzfilm“

London Critics’ Circle Film Award 2025
- Nominiert für den ALFS Award Nina Gantz in der Kategorie „British/Irish Kurzfilm des Jahres“

BAFTA Awards 2025
- Gewinner BAFTA Film Award für Nina Gantz, Stienette Bosklopper, Simon Cartwright, Maarten Swart in der Kategorie „Bester britischer Animations-Kurzfilm“

Berlin Interfilm Festival 2024
- Nominiert für den Bester Kurzfilm Nina Gantz in der Kategorie „International Competition“

Annie Awards 2025
- Nominiert für die Annie in der Kategorie „Bester animierter Kurzfilm“

Academy Awards 2025
- Nominiert für den Oscar Nina Gantz und Stienette Bosklopper in der Kategorie „Bester animierter Kurzfilm“